# محمد خلیل (بازیکن فوتبال)
محمد خلیل (عربی: محمد خليل؛ زادهٔ ۵ آوریل ۱۹۹۸) بازیکن فوتبال اهل فلسطین است.
وی همچنین در تیم ملی فوتبال فلسطین بازی کرده است.